# Alice Bensheimer

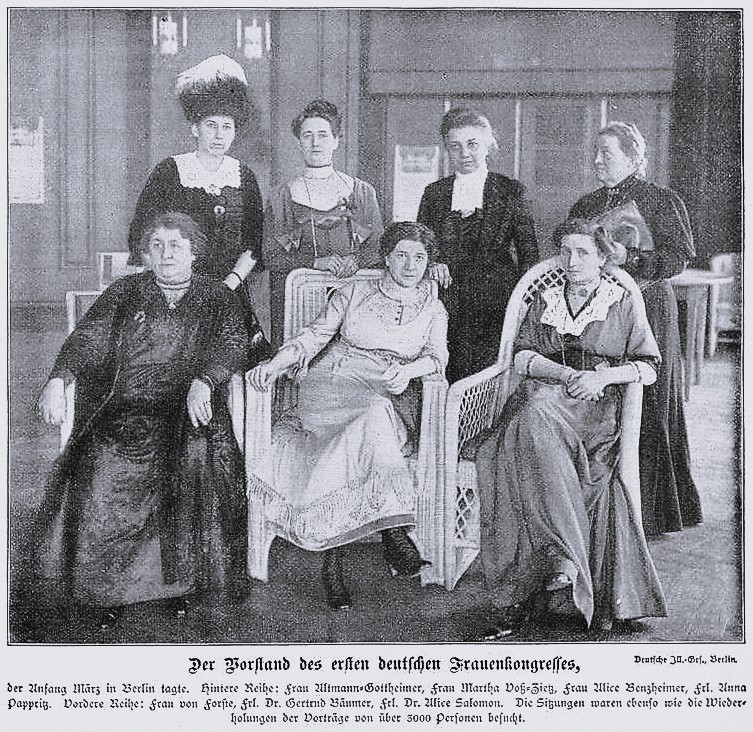
Vorstand des ersten deutschen Frauenkongresses Anfang März 1912 in Berlin. Hintere Reihe von links: Elisabeth Altmann-Gottheiner, Martha Voss-Zietz, Alice Bensheimer, Anna Pappritz. Vordere Reihe von links: Helene von Forster, Gertrud Bäumer, Alice Salomon.

Alice Bensheimer (* 6. Mai 1864 in Bingen als Alice Coblenz; † 20. März 1935 in Mannheim) war eine deutsche Frauenrechtlerin und langjährige Schriftführerin des Bundes Deutscher Frauenvereine (BDF).

## Leben
Alice Bensheimer war die Tochter des jüdischen Weinhändlers Zacharias Coblenz und seiner Frau Emilie, geborene Meyer aus Bingen. Ihr Bildungsgang ist nicht überliefert, dürfte aber der zeitüblichen Frauenbildung entsprochen haben, wie sie Höheren Töchtern durch Privatunterricht bei Hauslehrern oder an privaten oder öffentlichen Höheren Töchterschulen oder Mädchenpensionaten vermittelt wurde. 1885 heiratete sie den Mannheimer Verleger Julius Bensheimer. Offenbar schon bald nachdem ihre beiden Kinder dem pflegeintensiven Alter entwachsen waren, wandte sie sich sozial-, kommunal- und frauenpolitischen Aufgaben zu. Erst vor allem in Mannheim tätig, engagierte sie sich seit der Wende zum 20. Jahrhundert zunehmend im BDF auf Reichsebene.
Sie war Mitglied der Fortschrittlichen Volkspartei (FVP) und der Deutschen Demokratischen Partei (DDP). Ihr Ehemann Julius Bensheimer war ein bekannter linksliberaler Kommunalpolitiker und Verleger (u. a. Neue Badische Landeszeitung). Eine ihrer Schwestern war die Dichterin, Kunstförderin, Journalistin und Frauenrechtlerin Ida Dehmel, die 1926 die GEDOK ins Leben gerufen hatte, deren Ortsgruppe Mannheim im Jahr darauf von den beiden Schwestern gemeinsam als eine der ersten gegründet wurde.
Mit dem Siegeszug des Nationalsozialismus und den unmittelbar nach der Machtergreifung einsetzenden Entrechtungs- und Verfolgungsmaßnahmen gegen Deutsche jüdischer Abstammung wurde es still um die selbstbewusste jüdisch-deutsche Aktivistin der Frauenbewegung aus Mannheim. Der Deportation im Rahmen der Wagner-Bürckel-Aktion vom 22. auf den 23. Oktober 1940, vor der das jüdisch-deutsche Bürgertum auch seine Bereitschaft zu Integration und weitgehender kultureller Assimilation nicht zu schützen vermochte und die nur wenige überlebten, entging sie allein durch ihren bereits 1935 erfolgten Tod.

## Wirken
Im Jahr 1896 gründete sie den Frauenbund Caritas, eine Frauenorganisation, die soziale Aufgaben in der lokalen jüdischen Gemeinde wahrnahm. Sie war die Schwesternvereinigung der August-Lamey-Loge. Politisch im Sinne der überregionalen bürgerlichen Frauenbewegung wird Alice Bensheimer ab 1899 fassbar, als sie Armenpflegerin und Mitglied der städtischen Armen- und Jugendamtskommission wurde. 1905 übernahm sie das Amt der Schriftführerin im Vorstand des BDF. Sie behielt dieses Amt bis 1931 inne und arbeitete auch als Redakteurin des Nachrichtenblattes des BDF. Daneben war sie in Mannheim Armenpflegerin und Mitglied der städtischen Armen- und Jugendamtskommission, Mitglied etlicher weiterer lokaler Vereine der bürgerlichen Frauenbewegung und des Badischen Frauenvereins. Im Ersten Weltkrieg übernahm sie die Leitung der Zentrale für Kriegsfürsorge in Mannheim und sie war auch in der Weimarer Republik bis 1933 als Vorsitzende der Mannheimer Notgemeinschaft tätig.
Zahlreiche lokale und überregionale soziale Initiativen hat Alice Bensheimer selbst gestartet oder unterstützt. So gelang dem Mannheimer Verein Frauenbildung – Frauenstudium 1916 die Gründung der Sozialen Frauenschule zur Ausbildung von Fürsorgerinnen und verwandten Frauenberufen mit der Dozentin der Handelshochschule Elisabeth Altmann-Gottheiner als geschäftsführender Vorsitzender und Marie Bernays als Leiterin.
Alice Bensheimer betrieb in der Frauenbewegung intensives Networking und kooperierte mit dem staatsnahen Badischen Frauenverein genauso wie mit der im Kaiserreich misstrauisch betrachteten sozialdemokratischen Frauenbewegung. Sie war überzeugt davon, dass Fraueninteressen den politischen Lagern übergeordnet seien, und befürwortete weibliches Engagement in sozialen Belangen als Schule und Wegbereiter für das Frauenstimmrecht.
Anlässlich des 300-jährigen Geburtstages ihrer Heimatstadt Mannheim schrieb sie in der Neuen Badischen Landes-Zeitung: „Nun denn, du hast das Verlangen der Zeit verstanden, du hast deinen Mädchen gewährt, mitzuwirken im Kampf gegen Armut und Elend, Beschränktheit und Unwissenheit. Freimütiger als andere Städte hast du diesen arbeitsfrohen Frauen zugebilligt, den Männern gleichgeordnet zu wirken, nicht untergeordnet. Laß dies meinen Wunsch sein: Nutze weiter die von deinen Frauen dir dargebrachte Arbeitskraft! Sieh in ihnen nicht nur Mütter des Hauses, sieh in ihnen auch Mütter der Stadt! Doppelt wirst du gedeihen, du Jubelstadt, wenn dich Männer und Frauen hüten und pflegen!“

## Werke
- Rosengarten-Blätter: Bazar 1903. Haas, Mannheim 1903.
- Die Organisation des Badischen Frauenvereins, Vortrag, gehalten von Alice Bensheimer, Mannheim, beim internationalen Frauenkongreß in Berlin, am 13. Juni 1904, Mannheim 1904.
- Soziale Wohlfahrtspflege. In: Mannheim seit der Gründung des Reiches. 1871–1907, im Auftrage des Stadtrates dargestellt vom Statistischen Amt, Mannheim 1907, S. 424–439.
- Die Frau im Dienst der Gemeinde. In: Die Frau. Bd. 15 (1908), S. 193–199.
- Praktische Winke zur Abfassung von Petitionen. In: Jahrbuch der Frauenbewegung (1912), S. 201–204.
- Die Organisation des Bundes Deutscher Frauenvereine. In: Jahrbuch der Frauenbewegung (1913), S. 83–87.
- Wohnung und Frau: fünf Vorträge von Marie Baum, Maria Kröhne, Alice Bensheimer, Dorothea Staudinger und Stadtrat Flesch. Braun, Karlsruhe 1916 (Schriften des Badischen Landeswohnungsvereins; [1]1913).
- Tätigkeitsbericht des Bundes Deutscher Frauenvereine vom 1. Juli 1918 bis 1. Oktober 1919. In: Jahrbuch des Bundes Deutscher Frauenvereine (1920), S. 1–5.
- Tätigkeitsbericht des Bundes Deutscher Frauenvereine vom 1. Oktober 1919 bis 1. Oktober 1920. In: Jahrbuch des Bundes Deutscher Frauenvereine (1921), S. 1–11.